# 아카이가와촌
아카이가와촌(일본어: 赤井川村)은 일본 홋카이도 시리베시 종합진흥국 관내의 요이치군에 속한 촌이다. 면적의 대부분이 산지의 삼림으로, 북서쪽 칼데라 분지에 중심지와 농지가 펼쳐진다.
이름의 유래는 아이누어의 ‘후레·벳’(フレ・ベッ, 붉은 강)의 의역이다.

## 지리
오타루시 남서쪽에 위치한다. 북서부에 칼데라 지형이 있고 남쪽으로 아카이강이 흘러나온다. 이 칼데라 분지가 촌의 중심이다.
동쪽은 삼림 산악 지대이다. 동쪽의 삿포로시와는 요이치산, 북쪽의 요이치정과는 오노보리산, 남쪽의 굿찬정과는 혼쿠토산 등 산을 경계로 접한다. 서쪽을 제외한 세 방면으로 산에 둘러싸인 지형이다. 동부의 북쪽으로 요이치강, 남쪽으로 시로이강이 각각 동쪽에서 서쪽을 향해 흘러 마을 중앙부에서 합류한다. 요이치강은 아카이강과 합류해 서쪽 근처의 니키정으로 흘러 간다.

## 역사
- 1899년 - 요이치군 오에촌(현 니키정)에서 분리되었다.
- 1906년 4월 1일 - 오타루 지청에서 시리베시 지청으로 이관됨과 동시에 2급 정촌제를 시행해 촌이 성립하였다.

## 산업
농업이 주산업으로 쌀, 감자, 호박, 옥수수, 멜론, 수박, 야채, 꽃 등이 재배된다. 요이치산 기슭에 스키장을 중심으로 한 기로로 리조트가 있고 이를 중심으로 관광업도 이루어진다.

## 교통

### 도로
- 국도 393호선(일본어판)